# Chris Cooper
Christopher W. "Chris" Cooper, född 9 juli 1951 i Kansas City i Missouri, är en amerikansk skådespelare. Cooper erhöll en Oscar för bästa manliga biroll vid Oscarsgalan 2003, för sin roll i Adaptation.

## Filmografi (urval)
- 1997 – Breast men
- 1998 – Mannen som kunde tala med hästar
- 1999 – American Beauty
- 2000 – Patrioten
- 2000 – Mina jag & Irene
- 2002 – The Bourne Identity
- 2002 – Interstate 60
- 2002 – Adaptation
- 2003 – Seabiscuit
- 2004 – Silver City
- 2005 – Capote
- 2005 – Syriana
- 2005 – Jarhead
- 2007 – Breach
- 2007 – The Kingdom
- 2009 – Till vildingarnas land
- 2010 – The Company Men
- 2010 – Remember Me
- 2010 – The Town
- 2011 – Mupparna
- 2012 – The Company You Keep
- 2013 – En familj – August: Osage County
- 2014 – The Amazing Spider-Man 2
- 2023 – Boston Strangler
- 2025 – The History of Sound